# Galianthe montesii
Galianthe montesii är en måreväxtart som beskrevs av Elsa Leonor Cabral. Galianthe montesii ingår i släktet Galianthe och familjen måreväxter. Inga underarter finns listade i Catalogue of Life.